# Општина Мовилица (Вранча)
Мовилица (рум. Moviliţa) општина је у Румунији у округу Вранча.
Oпштина се налази на надморској висини од 232 m.